# Zwarte Zee
De Zwarte Zee ligt ingeklemd tussen Europa en Klein-Azië. De landen rond de Zwarte Zee zijn Turkije, Bulgarije, Roemenië, Oekraïne, Rusland en Georgië. De zee is bij Istanboel via de zee-engte van de Bosporus, de Zee van Marmara en de Dardanellen met de Egeïsche Zee en Middellandse Zee verbonden. Het diepste punt is 2210 meter. De oppervlakte bedraagt 422.000 km².

## Geografische kenmerken
De Zwarte Zee wordt gevoed door vijf grote rivieren: de Donau, de Dnjepr, de Dnjestr, de Don en de Koeban. Verder zijn er vier rivieren die in Turkije ontspringen. Te weten van west naar oost, Sakarya, Kızılırmak, Yeşilırmak en de Tsjorochi. De laatste stroomt bij Batoemi in Georgië de zee in. Het kustgebied is in het westen en noorden vlak, maar in het oosten en zuiden en ook bij het schiereiland de Krim bergachtig. Ten oosten daarvan ligt de Zee van Azov, ten westen de Golf van Odessa.
Door de relatief nauwe verbinding tussen de Zwarte Zee en de Middellandse Zee lopen twee stromingen:
- een oppervlakkige stroming met oppervlaktewater van de Zwarte Zee, dat een relatief laag zoutgehalte van ongeveer 18 ‰ heeft vanwege de overvloedige wateraanvoer door de grote rivieren,
- een dieptestroming met veel zouter water van ongeveer 40 ‰ uit de Middellandse Zee.

Door de hogere soortelijke massa verspreidt het zoute dieptewater zich over de gehele bodem van de Zwarte Zee. Van menging met het oppervlaktewater is vrijwel geen sprake. Dit heeft tot gevolg dat er nagenoeg geen zuurstof wordt toegevoerd aan de diepere lagen. Beneden de 150 meter diepte is de Zwarte Zee een anoxische, dode zee, terwijl de oppervlaktewateren juist tamelijk visrijk zijn. Dode organische materie uit de bovenlaag zinkt in grote hoeveelheden naar de diepte, waar deze materie door de anaerobe bacteriën slechts gedeeltelijk wordt afgebroken. Hierbij komt waterstofsulfide vrij, dat de diepere waterlagen vergiftigt.

## Naam
De Zwarte Zee werd in de oudheid regelmatig door de oude Grieken bevaren, die deze zee aanduidden met de naam Πόντος Εὔξεινος, Pontos Euxeinos, de Gastvrije Zee. De Zwarte Zee was in werkelijkheid juist berucht door de stormen in de herfst en winter. Oorspronkelijk werd zij dan ook Πόντος Ἄξε(ι)νος, Pontos Axeinos genoemd, de Ongastvrije Zee, maar de Griekse zeelui waren bang om met het gebruiken van deze naam de goden van de zee te provoceren en kozen daarom voor een ironische naam. De Grieken kenden ook al de naam Πόντος Μέλας, Póntos Mélas, Zwarte Zee.
Kara betekent zwart en noord in de Turkse talen. Nomadische volkeren geven geografische objecten meestal een naam aan de hand van hun ligging ten opzichte van hun rijk. Kara heeft ook een bijkomende betekenis van onherbergzaamheid. Naast de ligging zijn dus ook de slechte weersomstandigheden de aanleiding voor de Turkse naam Kara Deniz, waarvan de in de meeste moderne talen gangbare naam Zwarte Zee is afgeleid.

## Vervuiling
De Zwarte Zee is als binnenzee bijzonder gevoelig voor vervuiling. Haar stroomgebied is relatief groot, 4,4 maal de oppervlakte van de zee zelf, in vergelijking met gemiddeld 0,4 voor de wereldzee, en de kust en de oevers van de grote rivieren die erin uitmonden, zijn dichtbevolkt. Met een watermassa die voor ongeveer 80% anoxisch is en geen andere levensvormen dan anaerobe bacteriën bevat, is de Zwarte Zee een natuurlijke septische put. De rivieren brengen giftige stoffen van akkers, bestrijdingsmiddelen, detergenten, verzadigde en aromatische koolwaterstoffen, zouten van zware metalen en andere toxische stoffen aan. Er komen grote hoeveelheden meststoffen en organische stoffen in de zee uit, die tot overbemesting leiden en daardoor eutrofiëring.

## Flora
Volgens één inventaris van de zwartezeeflora bestaan er 332 soorten, waaronder 75 bruinwieren, 80 groenwieren, 169 roodwieren en 7 soorten hogere planten zoals zeegrassen. De meeste soorten zijn afkomstig uit de Noordelijke Atlantische Oceaan en uit de Middellandse Zee. De diversiteit is wegens het milieu bijna vier keer zo klein als in de Middellandse Zee: laag zoutgehalte, hoge eutrofiëring en koude winters wanneer het oppervlak in het noordwesten en sommige andere gebieden met ijs is bedekt. De meeste roodwieren groeien nabij de Turkse kust, groenwieren zijn algemener nabij de Roemeense kust en bruinwieren worden vooral gevonden nabij de kust van Rusland en Oekraïne. De grootste diversiteit bij de roodwieren zit in het geslacht Polysiphonia, bij de groene algen in de geslachten Cladophora en Ulva. Groot zeegras en Klein zeegras bezetten uitgestrekte gebieden in ondiepe baaien, golven en zoute kustmeren.

## De overstroming van de Zwarte Zee na de ijstijd
De Zwarte Zee was een reusachtig zoetwatermeer gedurende de laatste ijstijd, het Weichselien. Enerzijds stonden de oceanen en de daarmee in open verbinding staande Middellandse Zee 120 m lager dan het huidige niveau omdat veel water lag opgeslagen in enorme landijsmassa's. Anderzijds stond de Zwarte Zee zelf ook 70 tot 155 m lager dan nu door de toegenomen verdamping en verminderde aanvoer van rivieren. Waar zich nu de Bosporus bevindt, was er alleen een droge depressie van circa 15 tot 50 m diep.
Er was dus geen verbinding tussen de Zwarte Zee en de Middellandse Zee. De Zwarte Zee werd steeds zoeter door de aanvoer van rivierwater.
Toen na de ijstijd het zeeniveau weer steeg, kwam er een moment dat de Middellandse Zee en de Zwarte Zee weer met elkaar werden verbonden. Over de manier waarop dat gegaan is, bestaan verschillende inzichten. De twee voornaamste theorieën worden gegeven door de geologen William Ryan en Candace Major.

## Belangrijke havens
- Istanboel, Turkije
- Boergas, Bulgarije
- Varna, Bulgarije
- Constanța, Roemenië met een haven
- Odessa, Oekraïne
- Cherson, Oekraïne
- Sebastopol, Oekraïne en Rusland

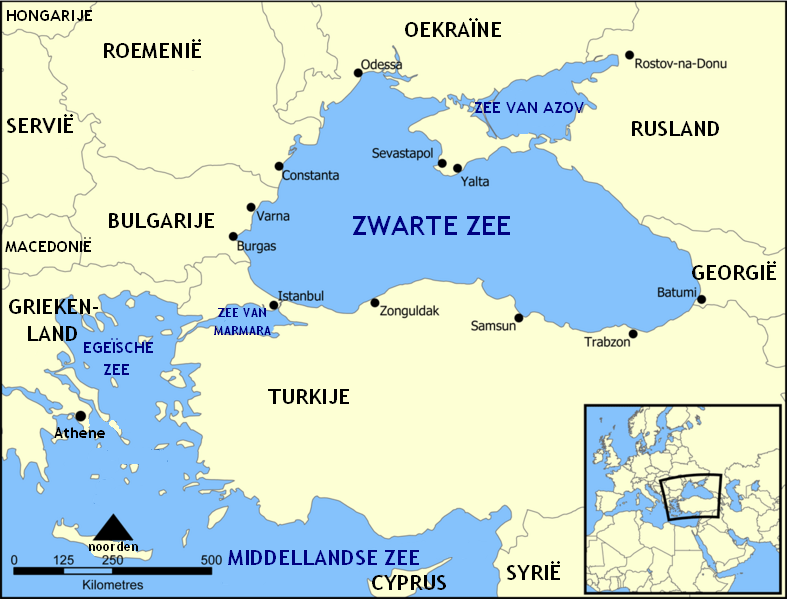
Zwarte Zee

- Rostov aan de Don, aan de Zee van Azov, Rusland
- Novorossiejsk, Rusland
- Poti, Georgië
- Batoemi, Georgië
- Trabzon, Turkije
- Samsun, Turkije
- Zonguldak, Turkije

## Militaire controle
De zes landen aan de Zwarte Zee verdedigen hun belangen met een min of meer omvangrijke zeemacht. Daarnaast zijn ook andere landen zoals de Verenigde Staten er militair actief. Aanwezigheid van militaire schepen in de Zwarte Zee is geregeld in het Verdrag van Montreux. De belangen gaan van visserijrechten, bescherming tegen invasie, strijd tegen misdaad en terrorisme, tot de vrijwaring van het transport van goederen en energie. Ten oosten van de Zwarte Zee bevinden zich landen met belangrijke olie- en gasvoorraden; ten westen ligt de Europese Unie als energieverbruiker. De sterkste machten gemeten in aantal personeelsleden en vaarplatformen zijn de Turkse marine en de Russische Zwarte Zeevloot. Oekraïne en Georgië hebben zich nooit volledig hersteld van het uiteenvallen van de Sovjet-Unie en de daaropvolgende conflicten met Rusland, en beschikken slechts over kleine legers met sterk verouderd materieel. Tijdens de onafhankelijkheidsstrijd van Abchazië moest de kustwacht van Georgië zich behelpen met omgebouwde burgerlijke schepen. Van de EU-lidstaten is Bulgarije met 10000 manschappen en 33 vaartuigen iets sterker dan Roemenië met 7000 manschappen en 29 vaartuigen. Beiden zijn sinds 2003 lid van de NAVO.

## Maritieme grensgeschillen

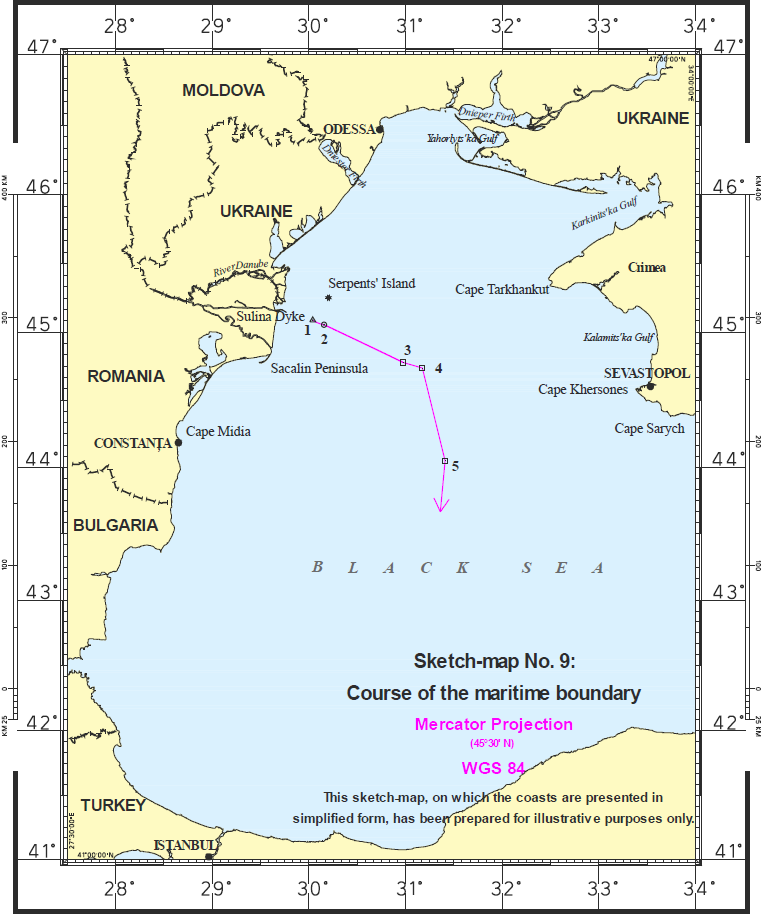
Oplossing grensconflict
Slangeneiland, Serpent Island, ligt ten noorden van de punten 1 en 2

Op 3 februari 2009 werden door het Internationaal Gerechtshof ICJ in Den Haag naar aanleiding van een voorgelegd geschil tussen deze staten de maritieme grenzen van Roemenië en Oekraïne vastgelegd. Daarbij werd niet de aanspraak van een van beide staten toegekend, maar werd een methode gevolgd gebaseerd op de VN-Zeerechtverdrag UNCLOS uit 1982, alsook eigen jurisprudentie.
Roemenië had het geschil met Oekraïne op 16 september 2004 aanhangig gemaakt. De kwestie werd ook van belang geacht wegens de aanwezigheid van olie en gas in de bodem van het betwist stuk zee. Een geschilpunt was ook of een gebied genaamd Slangeneiland van invloed kon zijn op de getrokken grens, al naargelang of het als een 'eiland' dan wel als een 'rots' werd betiteld. Volgens het oordeel van het hof was er geen reden om op grond van de aanwezigheid van deze plek op de kaart de vanuit de kust getrokken grens te verleggen.
In 1948 had de toenmalige Sovjet-Unie bewerkstelligd dat dit Slangeneiland aan de Sovjet-Unie werd afgestaan, maar na het uiteenvallen van de Sovjet-Unie werd het opgeëist door Oekraïne. Terwijl het eiland nog betwist werd, tekenden Roemenië en Oekraïne in 1997 een burenverdrag, op grond waarvan Roemenië de kwestie kon voorleggen aan het ICJ.